# یواس‌اس ملنا (ای‌کی‌ای-۳۲)
یواس‌اس ملنا (ای‌کی‌ای-۳۲) (به انگلیسی: USS Mellena (AKA-32)) یک کشتی است که طول آن ۴۲۶ فوت (۱۳۰ متر) می‌باشد. این کشتی در سال ۱۹۴۴ ساخته شد.